# Tumi Molekane
 (août 2024).
La mise en forme du texte ne suit pas les recommandations de Wikipédia : il faut le « wikifier ».
Les points d'amélioration suivants sont les cas les plus fréquents. Le détail des points à revoir est peut-être précisé sur la page de discussion.
- Les titres sont pré-formatés par le logiciel. Ils ne sont ni en capitales, ni en gras.
- Le texte ne doit pas être écrit en capitales (les noms de famille non plus), ni en gras, ni en italique, ni en « petit »…
- Le gras n'est utilisé que pour surligner le titre de l'article dans l'introduction, une seule fois.
- L'italique est rarement utilisé : mots en langue étrangère, titres d'œuvres, noms de bateaux, etc.
- Les citations ne sont pas en italique mais en corps de texte normal. Elles sont entourées par des guillemets français : « et ».
- Les listes à puces sont à éviter, des paragraphes rédigés étant largement préférés. Les tableaux sont à réserver à la présentation de données structurées (résultats, etc.).
- Les appels de note de bas de page (petits chiffres en exposant, introduits par l'outil «  Source ») sont à placer entre la fin de phrase et le point final[comme ça].
- Les liens internes (vers d'autres articles de Wikipédia) sont à choisir avec parcimonie. Créez des liens vers des articles approfondissant le sujet. Les termes génériques sans rapport avec le sujet sont à éviter, ainsi que les répétitions de liens vers un même terme.
- Les liens externes sont à placer uniquement dans une section « Liens externes », à la fin de l'article. Ces liens sont à choisir avec parcimonie suivant les règles définies. Si un lien sert de source à l'article, son insertion dans le texte est à faire par les notes de bas de page.
- La présentation des références doit suivre les conventions bibliographiques. Il est recommandé d'utiliser les modèles {{Ouvrage}}, {{Chapitre}}, {{Article}}, {{Lien web}} et/ou {{Bibliographie}}. Le mode d'édition visuel peut mettre en forme automatiquement les références.
- Insérer une infobox (cadre d'informations à droite) n'est pas obligatoire pour parachever la mise en page.

Pour une aide détaillée, merci de consulter Aide:Wikification.
Si vous pensez que ces points ont été résolus, vous pouvez retirer ce bandeau et améliorer la mise en forme d'un autre article.
Tumi Molekane, de son vrai nom Boitumelo Molekane, aussi connu sous les pseudonymes Too Me, MC Fatboy, et surtout Tumi et Stogie T, est un auteur-compositeur-interprète, rappeur et poète sud-africain, né le 16 août 1981 en Tanzanie.

## Biographie

### Jeunesse et premières apparitions
Tumi Molekane est né en Tanzanie, alors que ses parents, militants de l'ANC, y vivaient en exil. En 1992, il est rapatriaté en Afrique du sud et s'installe à Soweto. Tumi a participé au spectacle de Dead Prez à la fin de l'année 2000 et a également pris part à la tournée de Black August en Afrique du Sud en 2001,.

### Tumi and the Volume
Il fonde le groupe Tumi and the Volume. En 2005, Tumi enregistre la chanson "Trade Winds" avec le rapper de Cincinnati Main Flow. En 2006, il publie son premier album, Music from My Good Eye, via son propre label Motif Records. L'album a, par la suite, été désigné comme l'un des plus importants albums de musique rap sud-africaine de tous les temps. Tumi and the Volume associe aussi les membres du groupe mozambicain 340ml.
En 2006, il a été publié dans la revue littéraire américaine The Subterranean Quarterly.
Il a joué avec les artistes sud-africains Blk Sonshine, Keorapetse Kgositsile, Watkin Tudor Jones, Lesego Rampolokeng. Saul Williams, Sarah Jones et Mutabaruka. Il a été invité à se produire lors de la Cérémonie d'ouverture de la Coupe du monde de football en 2010 à Johannesburg.
Le groupe Tumi and the Volume est officiellement dissout en 2012,.

### Chinese Man
Tumi a été un contributeur important du collectif de hip-hop français Chinese Man, basé à Marseille, depuis une rencontre au festival Solidays de 2010. Ils ont produit ensemble l'album The Journey en 2015, et il a contribué à de nombreux morceaux sous le nom Tumi puis Stogie T, y compris dans l'album de Chinese Man We've Been Here Before (2024).
Il a reçu un South African Hip Hop Award en 2015. Il est connu pour des performances au flot exceptionnel, comme cette iconique intervention dans le cadre de l'émission sud africaine Sway in the morning.

### Stogie T
En 2016, Tumi se relance sous le nom de Stogie T et a sorti un album éponyme, auquel ont participé Da L.E.S, Lastee, Emtee, Nasty C, Nadia Nakai et Yanga. Il a sorti deux singles de l'album. Le premier, « Diamond Walk », met en scène la rappeuse Nadia Nakai dans la vidéo. Son deuxième single de l'album, « By Any Means », comporte un crochet et des couplets d'Emtee et de Yanga.

## Positions publiques

### Positions vis-à-vis de l'Afrique du Sud post-apartheid
Dans son livre Stealing Empire : P2P, Intellectual Property and Hip-hop Subversion (2008), le professeur Adam Haupt de l'Université du Cap a analysé les paroles que Tumi Molekane a écrites pour la chanson « 76 » de Tumi and the Volume, ainsi que d'autres. Haupt affirme notamment que la musique hip-hop contemporaine offre un aperçu critique de l'héritage de la violence dans l'Afrique du Sud post-apartheid
Il soutient que, malgré les impératifs commerciaux et souvent sexistes de la musique hip-hop grand public, l'Afrique du Sud a produit un certain nombre d'artistes hip-hop socialement conscients, qui hésitent à compromettre leur art et leurs opinions politiques. En 2016, il a figuré sur l'album Nowhere Cool du rappeur ghanéen M.anifest. En 2018, Stogie T a sorti l'album Honey and Pain, qui fait suite à son album éponyme de 2016.

### Concernant le droit d'auteur
En 2022, Tumi s'est produit lors d'un événement organisé à l'occasion de la Journée mondiale de la propriété intellectuelle au siège de l'Organisation mondiale de la propriété intellectuelle à Genève, en Suisse. Dans une interview accordée au Magazine de l'OMPI, Tumi a déclaré : « Je dis à tous les jeunes de 18 ans qui veulent faire du rap que s'ils passent une seule heure à comprendre ce qu'est l'édition musicale, ce qu'est la propriété intellectuelle, ce que sont les redevances et quels sont leurs droits, ils feront plus pour leur musique que les trois heures qu'ils passent sur YouTube à comprendre comment mixer un nouveau motif de batterie. La barrière d'entrée à la musique est pratiquement inexistante aujourd'hui grâce à la technologie. Cela rend les musiciens vulnérables et signifie qu'ils doivent être avertis en matière de propriété intellectuelle. »
En partageant son point de vue sur la façon dont les musiciens peuvent monétiser leur travail, il a déclaré que « le streaming est comme une carte de visite ; c'est un moyen de familiariser les gens avec votre musique pendant que vous profitez d'autres canaux pour gagner de l'argent. »